# The Quarrelsome Anglers (film 1898)
The Quarrelsome Anglers è un cortometraggio muto del 1898 diretto da Cecil M. Hepworth. È conosciuto anche con il titolo The Stolen Drink.

## Trama
Un litigio tra pescatori si trasforma in un tuffo nelle acque del fiume.

## Produzione
Il film fu prodotto dalla Hepworth.

## Distribuzione
Distribuito dalla Warwick Trading Company, il film - un cortometraggio della lunghezza di 15,24 metri - uscì nelle sale cinematografiche britanniche nel settembre 1898.
Non si hanno altre notizie del film che si ritiene perduto, forse distrutto nel 1924 quando il produttore Cecil M. Hepworth, ormai fallito, cercò di recuperare l'argento del nitrato fondendo le pellicole.